# Gorenje Karteljevo
Gorenje Karteljevo je naselje u slovenskoj Općini Novom Mestu. Gorenje Karteljevo se nalazi u pokrajini Dolenjskoj i statističkoj regiji Jugoistočnoj Sloveniji. 

## Stanovništvo
Prema popisu stanovništva iz 2002. godine naselje je imalo 146 stanovnika.